# Cannonball Adderley
Julian Edwin „Cannonball” Adderley (15. září 1928 – 8. srpna 1975) byl americký jazzový saxofonista. Narodil se v Tampě na Floridě, v polovině padesátých let minulého století se přestěhoval do New Yorku. Byl velkým popularizátorem jazzu, na svých koncertech a v televizních show často mluvil o jazzové historii. Před tím, než začala jeho jazzová kariéra, byl učitelem v hudební škole.
V roce 1957 se připojil k sextetu Milese Davise. Bylo to v době, kdy od Milese odešel John Coltrane, aby mohl hrát s Theloniem Monkem. Cannonbal hraje na milesových deskách Milestones a Kind of Blue. Ve stejné době také Cannonballovi vycházejí desky Portrait of Cannonball a Know What I Mean?, na kterých ho doprovází pianista Bill Evans.
Cannonball také vedl svoje vlastní ansámbly. V prvním hrál na kornet jeho bratr Nat Adderley. Ten ovšem nebyl tak úspěšný, jako pozdější projekty. Poté, co Cannonball odešel od Milese Davise, zakládá Cannonball Adderley quintet (později sextet). V tom se během let vystřídalo mnoho jazzových hudebníků.
Přezdívku „Cannonball” (v překladu „dělová koule”) získal už v dětství. Byla to narážka na to, že byl vždy při těle.

## Diskografie (neúplná)
Pod svým jménem
- Julian Cannonball Adderley and Strings (1955)
- Jump For Joy (1957)
- Portrait of Cannonball (1958)
- Somethin' Else (1958) - s Milesem Davisem, Hankem Jonesem, Samem Jonesem, Art Blakeym
- Things Are Getting Better (1958)
- Cannonball Adderley Quintet in Chicago (1959) - s Johnem Coltranem
- The Cannonball Adderley Quintet in San Francisco (1959)
- Cannonball and Coltrane (1959)
- At the Lighthouse (1960)
- Them Dirty Blues (1960)
- Know What I Mean? (1961) – s Billem Evansem
- African Waltz (1961)
- The Quintet Plus (1961)
- Nancy Wilson/Cannonball Adderley (1961)
- In New York (1962)
- Cannonball's Bossa Nova (1962)
- Jazz Workshop Revisited (1963)
- Nippon Soul (1963)
- Fiddler on the Roof (1964)
- Domination (1965)
- Mercy, Mercy, Mercy! Live at 'The Club' (1966)
- Cannonball in Japan (1966)
- Why Am I Treated So Bad! (1967)
- 74 Miles Away (1967)
- Radio Nights (1967)
- Accent On Africa (1968)
- Country Preacher (1969)
- The Price You Got to Pay to Be Free (1970)
- The Black Messiah (Live) (1972)
- Inside Straight (1973)
- Pyramid (1974)
- Phenix (album) (1975)
- Big Man (1975)

s Milesem Davisem
- Milestones (1958)
- Miles & Monk at Newport (1958)
- Jazz at the Plaza (1958)
- Porgy and Bess (1958)
- Kind of Blue (1959)